# Fernando Van Zeller Guedes
Fernando Van Zeller Guedes (4 de fevereiro de 1903 - 15 de julho de 1987), português, foi cofundador da Sogrape, produtor internacional de vinhos, e inspirador da marca Mateus de vinho rosé.

## Vida Pessoal
Fernando Van Zeller Guedes nasceu a 4 de fevereiro de 1903, na freguesia de Massarelos, concelho do Porto, em Portugal. O seu pai, Fernando Guedes da Silva, era proprietário da Quinta da Aveleda, perto de Penafiel, e foi um dos fundadores da Comissão de Viticultura da Região dos Vinhos Verdes, em 1926, entidade que regula a produção vitivinícola da região e que assegura o reconhecimento dos seus vinhos.
Ainda jovem contraiu uma pneumonia que interrompeu os seus estudos. Aos 21 anos ingressa na Martinez Gassiot, empresa exportadora de vinhos do Porto. Com a morte do seu pai, tornou-se coproprietário da Quinta com os seus cinco irmãos.

## Desenvolvimento do Mateus Rosé
Em 1942, Guedes, os seus irmãos e outros, fundaram a Sociedade Comercial dos Vinhos de Mesa de Portugal, precursora da Sogrape, atualmente a maior produtora de vinhos de Portugal, com o objetivo de fazer face às dificuldades de comercialização do vinho português causadas pela Segunda Guerra Mundial. O objetivo era exportar vinhos de mesa para o Brasil que, tal como Portugal, não estava envolvido na guerra. Antes da guerra, a região do Douro era essencialmente produtora de vinho do Porto, para o qual o Reino Unido era um mercado importante. Juntamente com Eugène Hellis, o enólogo da Quinta da Aveleda, desenvolveu o Mateus Rosé, um dos primeiros vinhos rosés comercializados. O vinho pretendia ter um apelo alargado e, embora os vinhos rosé fossem raros em Portugal, Guedes decidiu produzi-lo, na esperança de que fosse apelativo tanto para mulheres como para homens, e para novos consumidores de vinho. Como parte da abordagem de marketing, Guedes decidiu criar uma nova forma para a garrafa a utilizar para o Mateus, baseada na forma dos frascos ou cantis utilizados pelos soldados durante a Primeira Guerra Mundial.
O Conde de Mangualde forneceu algumas das uvas utilizadas para o novo vinho, que foram produzidas na sua propriedade no Palácio de Mateus, perto de Vila Real. Guedes pensou que uma imagem do palácio seria um rótulo atrativo para o seu vinho e pediu autorização ao Conde. Acordaram uma taxa de meio escudo português por cada garrafa vendida, cerca de 0,0025 de um euro. Posteriormente, o Conde teve dúvidas sobre o acordo, receando que o vinho não fosse um sucesso, e concordou em vender os direitos por um montante fixo, uma decisão que deve ter lamentado posteriormente, uma vez que foram produzidas 50 milhões de garrafas do vinho em alguns anos.
O vinho teve inicialmente um grande sucesso no Brasil, tendo a primeira remessa sido enviada em 1943, mas mais tarde o país proibiu a importação de vinho. Guedes procurou então desenvolver um mercado no resto do mundo, enviando duas garrafas a todas as embaixadas portuguesas e a amigos e conhecidos no estrangeiro, pedindo-lhes que bebessem uma garrafa e enviassem a outra a alguém que considerassem ser um bom agente do vinho no seu país. As vendas dispararam, em parte porque os bebedores descobriram que as garrafas podiam ser usadas para decoração, como candeeiros ou castiçais, e em parte devido à capacidade de marketing e à personalidade contagiante de Guedes. Em 1961, Mateus patrocinou uma corrida de cavalos nas corridas de Ascot, em Inglaterra, tendo Guedes apresentado o prémio. As corridas contaram com a presença da Rainha Isabel II, que mais tarde terá pedido que o vinho fosse servido num evento no Hotel Savoy, em Londres. Muitas celebridades foram fotografadas a consumi-lo e é também mencionado na letra de uma canção de Elton John.